# Sharks
Sharks je anglická rocková hudební skupina. Počátky skupiny sahají do roku 1971, kdy baskytarista Andy Fraser odešel ze skupiny Free a začal dávat dohromady svou novou skupinu, nazvanou Toby. S nabídkou členství kontaktoval i kytaristu Chrise Speddinga, který však nepřijal. Skupinu tedy sestavil z jiných hudebníků, ale již následujícího roku se rozpadla. Následně krátce opět působil ve Free, ale brzy odešel. V roce 1972 založil spolu se Speddingem (kytara), Stevem Parsonsem (zpěv) a Martym Simonem (bicí) skupinu Sharks. Svůj první koncert kapela odehrála v říjnu 1972. Následujícího roku kapela předskakovala skupině Roxy Music a vystupovala v pořadu The Old Grey Whistle Test. V dubnu 1973 kapela vydala své první album nazvané First Water. Brzy po jeho vydání kapelu opustil Fraser a náhradníkem se stal Američan Busta Cherry Jones. Kapelu rovněž doplnil klávesista Nick Judd.
Své druhé album nazvané Jab It in Yore Eye kapela vydala v březnu 1974. Během dubna a května 1974 kapela odehrála turné po Spojených státech amerických. Po návratu do Spojeného království začala kapela v červnu roku 1974 nahrávat nové album s pracovním názvem Music Breakout. Jeho producentem byl John Entwistle. Během nahrávání kapelu opustil Simon, který byl dočasně nahrazen Stuartem Francisem, avšak zanedlouho odešel i Jones. Jelikož se Jones chtěl vrátit zpět domů do USA a neměl peníze, ukradl a následně prodal jednu ze Speddingových kytar. Vydavatelství Island Records následně přestalo financovat nahrávání a kapela se v říjnu 1974 rozpadla. Poslední nahrávky vyšly až v roce 2016 pod názvem Car Crash Tapes. V roce 1993 Spedding, Parsons a Judd opět začali nahrávat pod názvem Sharks, přičemž tehdy nahraná deska vyšla až v roce 1995 pod názvem Like a Black Van Parked on a Dark Curve. V prosinci 1995 nová kapela odehrála jedno vystoupení. Trio doprovázeli baskytarista Jackie Badger a bubeník Blair Cunningham.
V roce 2011 založili Spedding s Parsonsem společný projekt King Mob, který vydal jedno album. Později Spedding hrál i s Fraserem, mj. se Fraser i Parsons podíleli na Speddingově sólovém albu Joyland. Trio uvažovali o obnovení kapely Sharks, avšak Fraser roku 2015 zemřel. I přesto byla kapela obnovena, a to v sestavě Parsons, Spedding, Judd, Tosh Ogawa (baskytara) a Paul Cook (bicí). V lednu 2017 kapela vydala nové album nazvané Killers of the Deep.

## Členové
Současní
- Steve Parsons – zpěv (1972–1974, 1993–1995, 2015–dosud)
- Chris Spedding – kytara (1972–1974, 1993–1995, 2015–dosud)
- Nick Judd – klávesy (1973–1974, 1993–1995, 2015–dosud)
- Tosh Ogawa – baskytara (2015–dosud)
- Paul Cook – bicí (2015–dosud)

Dřívější
- Andy Fraser – baskytara (1972–1973)
- Marty Simon – bicí (1972–1974)
- Busta Cherry Jones – baskytara (1973–1974)
- Jackie Badger – baskytara (1993–1995)
- Blair Cunningham – bicí (1993–1995)